# 艾萨克·比克罗夫特
艾萨克·比克罗夫特（Isaac Becroft，2000年10月29日—），新西兰男子网球运动员。
他在2020年惠灵顿网球公开赛（Wellington Tennis Open）上赢得男单冠军，然后移居美国就读奧克拉荷馬州立大學。
他于2022年9月在新西兰戴维斯杯对阵芬兰的比赛中首次亮相巡回赛赛场，并在2023年继续入选戴维斯杯。2023年7月，他与詹姆斯·瓦特并肩作战，在澳大利亚昆士蘭州阳光海岸举行的ITF男子巡回赛M15赛事卡伦德拉国际赛（Caloundra International）中赢得了男双冠军。
2024年9月，他与法国搭档蒂莫·莱古特在阿肯色州费耶特维尔举行的ITF男子M15级别赛事中赢得了双打冠军。
在蒂阿瑙赢得新西兰网球外卡赛后，他获得了于2025年1月举行的奥克兰网球公开赛男单正赛外卡，这是他的ATP巡回赛首秀。在第一轮中，他抽到了比利时球员齐祖·贝格斯。